# Domingo Martínez de Irala
Domingo Martínez de Irala, né à Bergara vers 1509 et mort vers 1556 à Asuncion, est un conquistador espagnol.

## Biographie
Il arrive en Amérique en 1535 et participe à l'expédition de Pedro de Mendoza qui mène à la fondation de Buenos Aires. Il explore les fleuves Paraná et Paraguay avec Juan de Ayolas et commande l'arrière-garde lorsque l'avant-garde d'Ayolas est anéantie par les Indiens Payaguá.
En août 1538, Irala est élu par les conquistadors capitaine général du Río de la Plata,.
En 1539, il commence à déplacer les habitants de Buenos Aires à Asunción et la ville est abandonnée en 1541. Il fait en 1542 expulser Álvar Núñez Cabeza de Vaca
Bien que Juan de Sanabria (en) et son fils Diego ont été nommés gouverneurs en 1547 et 1549, ils n'ont jamais rempli leurs commissions et de Irala a été confirmé par Charles Quint comme gouverneur en 1552.
Il règne avec force jusqu'à sa mort vers 1556. Pendant son règne, il fait ériger des églises et des bâtiments publics. Il est remplacé par Gonzalo de Mendoza.